# Bezzia lineola
Bezzia lineola är en tvåvingeart som beskrevs av Jean-Jacques Kieffer 1910. Bezzia lineola ingår i släktet Bezzia och familjen svidknott. Inga underarter finns listade i Catalogue of Life.